# Mesozous
Els mesozous (Mesozoa, gr. "animals intermedis") són animals invertebrats marins paràsits similars a cucs. Van ser considerats al llarg de molts anys com un fílum de el regne animal. Així mateix, i donada la seva extrema simplicitat, se'ls va considerar una baula evolutiva entre els protozous i els metazous. Al segle xix els Mesozoa era un calaix de sastre per a organismes pluricel·lulars sense la gàstrula invaginada que era el que es creia que definia els Metazoa.
Més recentment, s'ha considerat que, més que una unitat taxonòmica, el terme mesozou es referiria a un nivell o model d'organització dels metazous. Tampoc se'ls considera ja com els antecessors de la resta d'animals.
Tanmateix els estudis filogenètics moleculars han demostrat que els metazous són polifilètics, és a dir, que consten almenys de dos grups sense emparentar.
Com a resultat dels recents resultats en la biologia molecular, el mot de mesozou sovint s'aplica avui informalment, més que no pas com un tàxon formal. Algunes investigadors anteriorment classificaven Mesozoa com l'únic embrancament del subregne Agnotozoa. Altres investigadors els consideraven del regne protista.

## Característiques
Fan entre 0,5 mm i 0,7 mm. Consten d'un somatoderma (capa externa) de cèl·lules amb cilis que s'encarreguen de l'obtenció de l'aliment i de la locomoció envoltant una o més cèl·lules reproductives.
Tots són paràsits interns d'invertebrats marins i es coneix molt poc sobre els seus cicles de reproducció sexual o de multiplicació vegetativa.

## Grups inclosos
Els dos grups principals de mesozous són els Rhombozoa i els Orthonectida.
Altres grups que de vegades s'inclouen dins Mesozoa són els Placozoa i els Monoblastozoa (aquest potser no és un grup d'organismes que existeixin realment.